# جرمیا ماتپارای
سپهبد سر جرمیا "جری" ماتپارای (به انگلیسی: Lieutenant General Sir Jeremiah "Jerry" Mateparae) ، متولد ۱۴ نوامبر ۱۹۵۶، بیستمین فرماندار کل نیوزیلند است.
وی که اولین فرماندار مائوری نیوزیلند است، پیش از این فرماندهی کل ارتش نیوزیلند را در بین سال‌های ۲۰۰۶ و ۲۰۱۱ برعهده داشت. ژنرال ماتراپای روز هفتم مارس سال ۲۰۱۱ میلادی از سوی ملکه الیزابت دوم به این سمت منصوب شد.